# Michalina Łęska
Michalina Łęska (ur. 1882, zm. 7 maja 1940 w Wilnie) – polska działaczka społeczna i oświatowa, nauczycielka, założycielka Polskiego Towarzystwa „Oświata” w Mińsku. Siostra stryjeczna malarza Zenona Łęskiego.

## Życiorys
Dzieciństwo spędziła w rodzinnym majątku Suła pod Mińskiem. Pojechała po nauki do Pragi. Zimą 1904—1905 pojechała do Krakowa, gdzie uczyła się na kursach polonistyki. Następnie wróciła do Mińszczyzny, gdzie została nauczycielką. W grudniu 1905 zorganizowała sześciomiesięczne kursy "nauczycielek ludowych". W 1905 stała współzałożycielką Polskiego Towarzystwa „Oświata” w Mińsku. W 1909 działalność Towarzystwa „Oświata” zostało zakazane, ale w rzeczywistości Towarzystwo powróciło do działalności konspiracyjnej. Wbrew zakazowi Michalina Łęska zajmowała się oświatą, wspólnie z Anną Czekatowską prowadziła zajęcia na seminariach dla młodych nauczycielek. Była wiceprezesem. Towarzystwa Przyjaciół Uczącej się Młodzieży oraz Polskiej Macierzy Szkolnej w Mińsku. Współpracoława z Mieczysławem Porowskim. Po roku 1921 pracowała jako nauczycielka języków obcych oraz matematyki w szkołach Łomży, Katowic i Białegostoku. W 1931 zamieszkała na stałe w Wilnie. W 1939 w Warszawie została wydana jej praca (napisana wspólnie z Ludwiką Życką) pt. Działalność popowstaniowa Polaków na Ziemi Mińskiej (Materiały i wspomnienia).